# Oncidium altissimum
Oncidium altissimum é uma espécie de orquídea epífita originária dos bosques úmidos da Jamaica. Tem pseudobulbos carnosos e folhas lanceoladas que medem até sessenta centímetros de comprimento. Sua inflorescência, com até trezentas flores perfumadas, que duram quase um mês, pode atingir dois metros e meio de altura, daí o seu nome. É a espécie-tipo do gênero Oncidium. Frequentemente confundida com o Oncidium baueri que John Lindley invalidamente descreveu com o mesmo nome, foi ainda por muito tempo espécie de identidade dúbia, ou confundida também com a Lophiaris lurida.